# مركز الأمن الوطني (السعودية)
مركز الأمن الوطني جهة مختصة بشؤون الأمن الوطني في السعودية ومرتبطة تنظيميا بالديوان الملكي السعودي. تمت الموافقة على إنشاء المركز في عام 2018 م من أجل دعم عملية صنع القرار عن طريق توفير الخيارات الاستراتيجة وكذلك تدعيم قدرات الجهات الحكومية السعودية والتنسيق معها في عمليات الرصد والاستجابة للأخطار والتهديدات. يتخد المركز من مدينة الرياض مقرا رئيسا له ويتمتع بالشخصية الاعتبارية وهو مستقل ماليا وإداريا.

## مهام المركز واختصاصاته
وفقا للمادة الرابعة من لوائح وأنظمة مركز الأمن الوطني السعودي فإن اختصاصاته ومهامه يمكن تلخيصها كالآتي :
1- إعداد وتطوير استراتيجيات الأمن الوطني ومتابعة وتقويم تنفيذها بالتعاون مع الجهات ذات العلاقة.
2- تحديد التهديدات والأخطار ذات الأولوية المتعلقة بالأمن الوطني وتقويمها بالاعتماد على مصادر المركز الذاتية ومدخلات الجهات الحكومية.
3- تقديم المقترحات والخيارات الاستراتيجية للتعامل مع التهديدات والأخطار المتعلقة بالأمن الوطني واقتراح تخصيص الموارد اللازمة لتنفيذ تلك الاستراتيجيات.
4- تطوير منهجية وضع خطط الاستجابة للطوارئ والأزمات.
5- إنشاء غرف متابعة الموقف وتشغيلها، مع ربطها بالجهات ذات الصلة.
6- التنسيق مع الجهات ذات العلاقة لوضع آليات مشاركة المعلومات والبيانات المتعلقة بالأمن الوطني مع الجهات الحكومية أو المعنية من أجل الحصول على المعلومات بالسرعة والسرية المطلوبة.
7- إعداد الأبحاث والدراسات المتعلقة بالأمن الوطني.